# Der Mann der Tat
Pour plus de détails, voir Fiche technique et Distribution.
Der Mann der Tat est un film allemand réalisé par Victor Janson, sorti en 1919.

## Synopsis
Inconnu.

## Fiche technique
- Titre : Der Mann der Tat
- Réalisation : Victor Janson
- Scénario : Robert Wiene
- Production : Paul Davidson (en)
- Direction artistique : Kurt Richter
- Photographie : Frederik Fuglsang (en)
- Pays de production : République de Weimar
- Format : Noir et blanc - 1,33:1 - Film muet
- Date de sortie : 1919

## Distribution
- Emil Jannings : Jan Miller
- Hanna Ralph : Henrica van Looy
- Hermann Böttcher